# Serrat del Moro (Castellterçol)
El Serrat del Moro és un serrat del terme municipal de Castellterçol, a la comarca del Moianès.
Està situat al nord-oest de la vila de Castellterçol, a la dreta de la torrent de la Codina i del Sot del Pla de les Forques. És a migdia de Colltrencat i a ponent del Collet de Mas Clamí, on es troba el Mas Clamí. El Serrat fa un arc de sud-oest a est, inflexionat cap al nord, amb la masia de Cal Baldiri a migdia de l'extrem de ponent del serrat